# Trận Nauheim

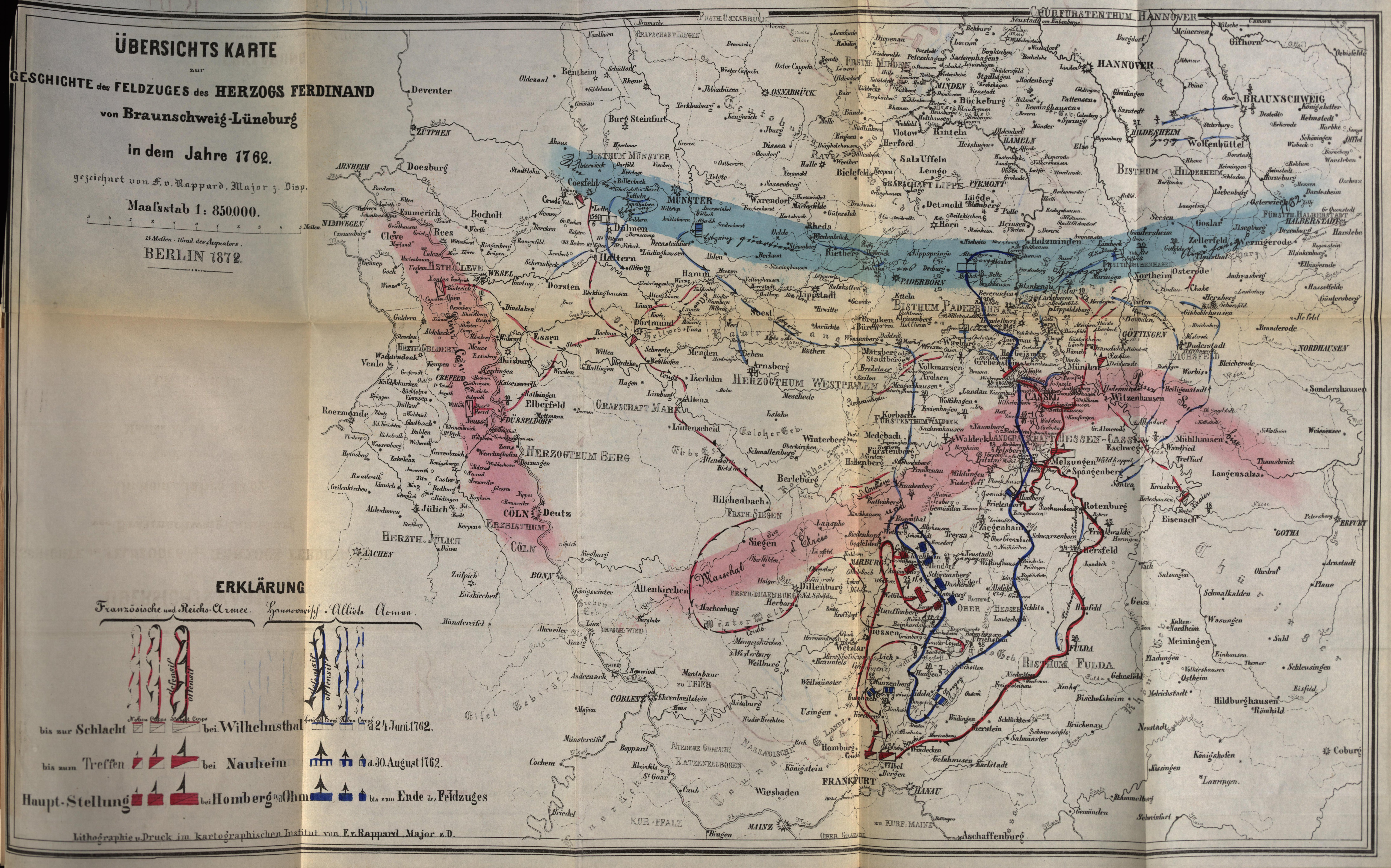
Ban đầu cac chiến dịch của Quận công Ferdinand xứ Brunswick vào năm 1762, Berlin (1872).

Trận chiến Nauheim (còn được gọi là Trận núi Johannisberg hoặc là trận Johannesberg) là một trận đánh trong cuộc Chiến tranh Bảy Năm, diễn ra gần Bad Nauheim tại Lãnh địa Bá tước Hessen-Kassel vào ngày 30 tháng 8 năm 1762. Quân đội Pháp dưới sự chỉ huy của Louis Joseph, Vương công của Condé đánh thắng Quân đội Anh và Hanover dưới sự thống lĩnh của Quận công Ferdinand xứ Brunswick.